# 非常特別税
非常特別税（ひじょうとくべつぜい）は、日露戦争中に第1次桂内閣が戦費調達のために行った臨時の増税のこと。
1904年4月1日（第1次）と1905年1月1日（第2次）の2度にわたって行われ、地租・営業税・所得税・酒造税・各種消費税を引き上げた他、新設の税として、第1次で毛織物消費税・石油消費税と煙草の専売を、第2次で相続税・通行税・織物消費税・塩の専売を開始した。
当初の規定では、「平和克復」の翌年末日――すなわちポーツマス条約が締結された翌年の1906年12月31日に廃止される予定であったが、開戦以前より財政難であった政府は1906年3月に廃止規定を削除、恒久税化を図った。その後、世論の反発に対処して1908年・1910年に税目の整理や減税措置を行ったが、その多くが1913年5月1日の法令廃止後も一般の税制に組み込まれて継続した。